# UVERworldのcore ability studioに再び集合!
UVERworldのcore ability studioに再び集合!（ウーバーワールドのコア アビリティスタジオにふたたびしゅうごう!）は、UVERworldがDJを務めるラジオ番組である。この番組以前に放送されていた「UVER家のラジオ」（ウーバーけのらじお）についてもここで述べる。

## 概要
- 2010年4月よりJFNCが制作し全国のJFN系列で放送されている。
- 2006年10月からUVERworldがパーソナリティを務める「UVER家のラジオ」[1]が放送されていたが、諸事情によりわずか3か月で放送打ち切りとなる。
- その後『RADIO SESSIONS』内にてひと月に一回「UVERworldのcore ability studioに集合!」が2008年4月から1年間放送された。現在の番組タイトルはこれに因むものであり、「core ability studio」はUVERworldのプライベートスタジオの名前である。
- 主にメンバー2～3名が交替で出演している。

## コーナー
- 選曲　前身の流れを汲むコーナーで、一定のテーマに沿って選曲がされる。
- ふつおた　番組に来たメール紹介。
- UVER MUSIC ACADEMY 音楽の悩みを募集。
- UVER NEWS NETWORK 珍しいニュースを募集。
- UVER MEN'S ASSOCIATION 男子の悩みを募集。(取り上げることは少なくなりつつある)

## ネット局
2017年10月現在、JFN加盟38局のうち全国16局がネットしていた。短縮バージョンの局では25分番組として放送している。
| 放送対象地域   | 放送局         | 放送曜日 | 放送時間    | 備考                                                                   |
| -------------- | -------------- | -------- | ----------- | ---------------------------------------------------------------------- |
| 山形県         | Rhythm Station | 木曜日   | 20:30-20:55 | 短縮バージョン、2015年9月時点では金曜日の21:30-21:55に放送されていた。 |
| 宮城県         | Datefm         | 金曜日   | 1:30-2:00   | [ 2 ]                                                                  |
| 福島県         | ふくしまFM     | 月曜日   | 20:00-20:30 |                                                                        |
| 群馬県         | FMぐんま       | 土曜日   | 20:30-20:55 | 短縮バージョン                                                         |
| 新潟県         | FM-NIIGATA     | 日曜日   | 20:00-20:30 | [ 4 ]                                                                  |
| 長野県         | FM-NAGANO      | 土曜日   | 19:30-19:55 | 短縮バージョン                                                         |
| 愛知県         | @FM            | 日曜日   | 2:30-3:00   | 番組表上は、土曜26:30 - 27:00。                                        |
| 福井県         | FM-Fukui       | 土曜日   | 20:00-20:30 |                                                                        |
| 滋賀県         | e-radio        | 火曜日   | 20:00-20:30 |                                                                        |
| 島根県・鳥取県 | V-air          | 月曜日   | 20:30-21:00 |                                                                        |
| 岡山県         | FM岡山         | 日曜日   | 24:15-24:45 |                                                                        |
| 徳島県         | FM徳島         | 木曜日   | 21:00-21:30 |                                                                        |
| 佐賀県         | fm nagasaki    | 金曜日   | 20:30-20:55 | 短縮バージョン。2015年9月時点では、まだ放送されていなかった。          |
| 長崎県         | fm nagasaki    | 土曜日   | 21:00-21:30 |                                                                        |
| 熊本県         | FMK            | 木曜日   | 20:30-20:55 | 短縮バージョン                                                         |
| 大分県         | Air-Radio FM88 | 月曜日   | 21:30-21:55 | 短縮バージョン                                                         |

### 過去のネット局
- エフエム青森・2013年9月まで（木曜日19:00-19:30）
- RADIO BERRY・（日曜日24:30-25:00）
- Radio80（日曜日24:00-24:30）
- FM OSAKA・（火曜日5:00-5:30）
- Kiss FM KOBE・（日曜日21:30-22:00）
- Hi-Six・（日曜日22:30-22:55）
- 宮崎県・JOY FM・（木曜日21:30-21:55）